# エスフラート
エスフラート（英: S Flirt）は、東京都新宿区に拠点を置く芸能プロダクション。商号は「株式会社スタイルワン」。

## 概要
主にAV女優のマネジメントを手掛けている。
以前のプロダクション名は社名と同じ「スタイルワン（STYLE ONE）」だったが、後に「エスフラート」に変更。
Japan production guild（日本プロダクション協会）加盟プロダクション理事。

## 主な所属モデル
- 流川はる香
- 日向ゆら
- 上坂めい
- 小松杏
- 泉あや
- 川栄結愛
- 成田つむぎ
- 黒宮えいみ
- 松永さな
- 戸川なみ[2]
- 真白さな
- 今井えみ
- 木村玲衣
- 鳳カレン
- 響かれん
- 松村優利
- 工藤りおな
- 中森心々奈
- 高橋彩羽
- 葉月みい
- 松下りこ
- 鳥楽ひな
- 菜月れな
- 野原なこ
- 美木ひなの
- 葵井みずほ
- 神村さつき
- 新木希空

## 過去の所属モデル
- 清宮すず
- 希のぞみ（現 明日美かんな）
- 心実るな
- メイメイ[3]
- 優月まりな
- 山手梨愛
- 宇佐木あいか
- 武田莉緒[4]
- 柊ゆうき

## 事件
2016年11月24日、所属するAV女優を売春させると知りながら吉原のソープランドに派遣したとして、芸能プロダクション3社の当時の社長が、職業安定法違反の疑いで警視庁保安課や原宿署・浅草署などの共同捜査本部に逮捕された。逮捕容疑は、2012年9月1日～2016年5月25日、客と売春させる業務を知りながら、20代のAV女優3人を、東京・吉原のソープ「ラテンクォーター」「オートクチュール」に紹介した疑い。派遣したAV女優が客を取ると、ソープランドが派遣元の芸能プロダクションに客１人につき5000円を支払っていた。